# Marbletown (New York)
Marbletown est une ville du comté d'Ulster, dans l'État de New York, aux États-Unis,. En 2020, elle compte une population de 5 658 habitants.

## Démographie
Lors du recensement de 2010, la ville comptait une population de 5 607 habitants, tandis qu'en 2020, elle s'élève à 5 658 habitants.